# Capitol Punishment: The Megadeth Years
Capitol Punishment: The Megadeth Years — сборник композиций американской трэш-метал-группы Megadeth, выпущенный лейблом Capitol Records в 2000 году. Альбом содержит скрытый трек «Capitol Punishment», являющийся попурри из многочисленных песен Megadeth.
На альбоме присутствуют песни со всех альбомов группы за исключением Killing Is My Business... and Business Is Good!, который был выпущен на лейбле Combat Records.

## Список композиций
| №   | Название                          | Текст песни             | Музыка                 | Original album                          | Длительность |
| --- | --------------------------------- | ----------------------- | ---------------------- | --------------------------------------- | ------------ |
| 1.  | «Kill the King»                   | Дэйв Мастейн            | Мастейн                |                                         | 3:46         |
| 2.  | «Dread and the Fugitive Mind»     | Мастейн                 | Мастейн                | The World Needs a Hero (2001)           | 4:26         |
| 3.  | «Crush 'Em»                       | Мастейн, Бад Прагер     | Мастейн, Марти Фридмен | Risk (1999)                             | 4:59         |
| 4.  | «Use the Man»                     | Мастейн                 | Мастейн, Фридмен       | Cryptic Writings (1997)                 | 4:37         |
| 5.  | «Almost Honest»                   | Мастейн                 | Мастейн, Фридмен       | Cryptic Writings (1997)                 | 4:04         |
| 6.  | «Trust»                           | Мастейн                 | Мастейн, Фридмен       | Cryptic Writings (1997)                 | 5:12         |
| 7.  | «A Tout le Monde»                 | Мастейн                 | Мастейн                | Youthanasia (1994)                      | 4:31         |
| 8.  | «Train of Consequences»           | Мастейн                 | Мастейн                | Youthanasia (1994)                      | 3:28         |
| 9.  | «Sweating Bullets»                | Мастейн                 | Мастейн                | Countdown to Extinction (1992)          | 5:04         |
| 10. | «Symphony of Destruction»         | Мастейн                 | Мастейн                | Countdown to Extinction (1992)          | 4:03         |
| 11. | «Hangar 18»                       | Мастейн                 | Мастейн                | Rust in Peace (1990)                    | 5:13         |
| 12. | «Holy Wars... The Punishment Due» | Мастейн                 | Мастейн                | Rust in Peace (1990)                    | 6:35         |
| 13. | «In My Darkest Hour»              | Мастейн, Дэвид Эллефсон | Мастейн                | So Far, So Good... So What! (1988)      | 6:19         |
| 14. | «Peace Sells»                     | Мастейн                 | Мастейн                | Peace Sells... but Who's Buying? (1986) | 3:46         |

### Скрытый трек
| №   | Название                                    | Текст песни | Музыка  | Длительность |
| --- | ------------------------------------------- | ----------- | ------- | ------------ |
| 14. | «Capitol Punishment» (скрытый попурри трек) | Мастейн     | Мастейн | 5:17         |

### Бонус-трек (японское издание)
| №   | Название       | Текст песни | Музыка  | Original album                          | Длительность |
| --- | -------------- | ----------- | ------- | --------------------------------------- | ------------ |
| 15. | «Wake Up Dead» | Мастейн     | Мастейн | Peace Sells... but Who's Buying? (1986) | 3:40         |

## Позиции в чартах
Альбом
| Год  | Чарт                                              | Позиция |
| ---- | ------------------------------------------------- | ------- |
| 2000 | Billboard 200                                     | 66      |
| 2000 | Official New Zealand Music Chart (Новая Зеландия) | 41      |

Синглы
| Год  | Сингл           | Чарт                   | Позиция |
| ---- | --------------- | ---------------------- | ------- |
| 2000 | «Kill the King» | Mainstream Rock Tracks | 21      |